# اولگا کورگینا
اولگا کورگینا (روسی: Ольга Витальевна Курагина؛ زادهٔ ۲۱ آوریل ۱۹۵۹) ورزشکار دو و میدانی اهل اتحاد جماهیر شوروی سوسیالیستی است.